# Ford Torino
Ford Torino — серия маслкаров, выпускавшаяся Ford для стран Северной Америки с 1968 по 1976 год.

## История
Своё название серия получила в честь города Турина, который считается «итальянским Детройтом». Первоначально она являлась люксовой модификацией Ford Fairlane, выпускавшейся с 1962 по 1970 год. После 1968 года имя Fairlane использовалось для автомобилей с более низким уровнем отделки, чем Torino, считавшегося в это время версией Fairlane. В 1971 году имя Fairlane было упразднено и все автомобили получили наименование Torino. Это название стало одним из нескольких, изначально предложенных для разрабатываемого Ford Mustang. Torino, по сути, являлся «близнецом» Mercury Montego.
Большинство Torino являлись обычными автомобилями, самыми популярными были версии 4-дверный седан и 4-дверный хардтоп. Но Ford выпускал значительно более мощные модификации с двигателями «Cobra-Jet» рабочим объёмом 7,0 л. Эти автомобили классифицировались как «muscle cars». Torino использовались также как учебные для водителей NASCAR и показали хороший результат в гонках.

### 1968—1969: Улучшенный Fairlane

#### 1968
В 1968 году Ford Motor Company представила свою новую серию автомобилей среднего класса, получившую название Ford Torino, изначально являвшуюся усовершенствованной версией Fairlane. Torino и Fairlane использовали ту же колёсную базу, что и их предшественник 1967 года — 2,946 мм для 2-х и 4-дверных моделей и 2,870 мм для универсалов.
Fairlane/Torino образца 1968 года сильно отличалась стилем дизайна от более ранней версии 1967 года. Новые автомобили увеличились в размерах и весе, кроме того, была добавлена новая модификация с кузовом фастбэк. По всей ширине передней панели располагалась радиаторная решётка, на которой были размещёны четыре фары, по две с каждого края. Габаритные огни размещались на внешнем крае передних крыльев и огибали их сбоку (новое требование безопасности в 1968 году). Задние фонари были прямоугольной формы и вертикально располагались над задним бампером, в их середине находились фонари заднего хода. Модель с кузовом фастбэк, называемая Фордом «SportsRoof» имела уникальные вогнутые задние фонари. «SportsRoof» выделялись слегка наклонённой длинной крышей, заканчивавшейся на краю крышке багажника. Этот новый тип кузова дал Fairlane и Torino хорошую аэродинамику, что позволило этой модели показывать выигрышные результаты в гонках.
Ford предлагал 14 модификаций новой серии в 1968 году. Базовой моделью являлась «Fairlane», доступная в качестве 2-дверного хардтопа, 4-дверного седана и универсала. За ней следовал «Fairlane 500», имевший разновидности 2-дверного хардтопа, SportsRoof, кабриолет, 4-дверного седана и универсала. Наконец, на вершине находился «Torino», предлагавший 2-дверный хардтоп, 4-дверный седан и универсал Squire с зернистой боковой аппликацией. Спортивной версией «Fairlane 500» являлся «Torino GT», включавший 2-дверный хардтоп, SportsRoof и кабриолет.
Fairlane/Torino продолжал использовать некоторые комплектующие моделей 1967 года. На новый автомобиль также устанавливалась передняя пружинная подвеска со стабилизацией, сзади устанавливалась полуэллиптическая рессора. Для автомобилей с двигателем V8 устанавливалась более тяжёлые пружины и амортизаторы. Все автомобили имели барабанные тормоза спереди и сзади, хотя имелась возможность установки передних дисковых тормозов с усилителем.
Интерьер Fairlane/Torino был абсолютной новинкой для 1968 года. На приборной панели находились четыре круглых, одинаковых по размеру разъёмов вокруг рулевого колеса, внутри которых располагались сигнальные лампы и счётчики. В самом левом располагались датчики уровня топлива и температуры двигателя, во втором слева — спидометр. В третью и четвёртую заглушки опционально устанавливались дополнительный тахометр и часы соответственно. Ford предлагал множество вариантов обивки салона, среди которых трикотажно-виниловая отделка, получившая название «comfortweave». Эта уникальная опция позволяла «дышать» виниловому покрытию, создавая бо́льший комфорт в жаркую погоду.
Ford предлагал на выбор несколько двигателей, базовым из которых являлся шестицилиндровый мотор объёмом 3,0 л. Для Torino GT базовым являлся V8-двигатель объёмом 4,9 л. Прочие двигатели: 2V 4,7 л (V8), 2V 4,9 л (кроме Torino GT), 2V FE engine 6,4 л и 4V FE engine 6,4 л. Первоначально также предлагался двигатель 4V FE engine объёмом 7,0 л., однако он практически не устанавливался на Fairlane и Torino и скоро был отменён. 1 апреля 1968 года стал доступен двигатель 4V CJ (Cobra-Jet) объёмом 7,0 л., но в середине этого год он устанавливался очень редко. Cobra-Jet являлся самым мощным из доступных двигателей. Он обладал мощностью 250 кВт по официальным данным для страховых компаний, хотя реальная мощность была ближе к 335 кВт. На машинах с двигателями Cobra-Jet, на задних крыльях под стояночными фонарями, устанавливались эмблемы «428». Стандартной являлась 3-ступенчатая коробка передач, опционально ставилась 4-ступенчатая МКПП или 3-ступенчатая автоматическая Cruise-O-Matic.
Torino имел штатные окрашенные в цвет кузова коврики и интерьер салона, спортивные «ковшеобразные» сидения, маркировки GT на колёсах и с внутренних сторон дверей. GT была доступна с утяжелённой подвеской со стабилизатором поперечной устойчивости, препятствовавшем раскачиванию автомобиля на крутых поворотах.
Хотя в 1968 году уже были более быстрые машины, Torino GT сочетал в себе большую мощность и хорошую управляемость. Проведённое журналом Car Life тестирование Torino GT SportsRoof показало разгон до 97 км/ч за 7,7 секунд. Расстояние 400 м было пройдено на скорости 140 км/ч за 15,8 секунд. Журнал Motor Trend писал: «Прохождение этим автомобилем крутых поворотов не является произведением искусства, это его вторая натура GT». Тест Torino GT с двигателем 428 CJ, проведённый в 1968 году журналом Car and Driver, показал прохождение расстояния 400 м за 14,2 секунды на скорости 159,2 км/ч. Car and Driver писал: «За стоимость $306 у покупателей Ford есть причина порадоваться».
Как упоминалось выше, универсалы выпускались в трёх модификациях — «Fairlane», «Fairlane 500», and «Torino Squire». Все универсалы имели систему «Magic Doorgate» и дополнительное складное сидение в кузове, увеличивающее количество пассажиров с 6 до 8 человек. Torino Squire имел боковую отделку «под дерево» и более комфортабельный салон. У некоторых универсалов были хромированные стойки крыши и заднего окна.
В 1968 году произведено 172,083 экземпляров Torino. Torino хорошо оценивался автомобильной прессой и версия GT с кузовом кабриолет приняла участие в качестве pace car в гонке «500 миль Индианаполиса».

#### 1969
В 1969 году линейка моделей Fairlane/Torino подверглась незначительным косметическим изменениям внешнего вида, хотя автомобили во многом походили на версии 1968 года. Была изменена решётка радиатора, задние фонари стали более квадратной формы, на задней панели (кроме Fairlane) появилась алюминиевая полоса (на SportsRoof на ней располагались огни заднего хода).
Количество модификаций в 1969 году увеличилось с 14 до 16. Новые модификации являлись аналогом версий 1968 года с добавлением 2-дверного SportsRoof и 2-дверного хардтопа с двигателями «Cobra». В автомобильной литературе эти модели получили название Torino Cobra, в обозначениях Ford фигурировали, как Cobra без приставок Torino и Fairlane. На автомобиле нигде не крепились обозначения Fairlane или Torino, хотя гонщики NASCAR пользовались индексом Torino Cobra.
Разновидности двигателей были также пересмотрены. Стандартным (кроме Torino GT и Cobra) стал 6-цилиндровый мотор объёмом 4,1 л. Прочие двигатели: 2V 4,9 л (стандарт для GT), 2V Windsor 5,8 л, 4V Windsor 6,4 л, 4V Cobra Jet 7,0 л (стандарт для Cobra). 428 CJ мог устанавливать с комплектом Ram Air Induction. 428 CJ без Ram Air имели тяжёлую батарею на 80 ампер, пакет охлаждения, генератор переменного тока 55 ампер, хромированное покрытие клапанов и двойной выхлоп. 428 Cobra Jet имел соответствующие эмблемы на передних крыльях.
428 CJ перестал быть самым мощным двигателем; его место занял 428-4V Super Cobra Jet (SCJ), специально разработанный для драг-рейсинга. Опционально на него ставился «Drag Pack». 428 SCJ имел литые поршни, чугунные цельнолитые коленчатые валы, система охлаждения масла в двигателе, и 230 мм задняя ось. Detroit Locker и система охлаждения масла в двигателе являлись эксклюзивом Ford. Мощность нового двигателя осталась прежней — 335 л. с. (250 кВт).
Cobra стала новым muscle car с независимой подвеской, 4-ступенчатой механической коробкой передач, F70-14 шинами. На автомобиль устанавливалась затемнённая решётка радиатора, новый замок капота и эмблема Cobra. Этот автомобиль стал ответом Ford на Plymouth Road Runner, недорогой спортивный автомобиль. Чтобы снизить продажную цену, салон Cobra отделывался гораздо скромнее, чем Fairlane 500. Журнал Road Test писал: «мощный двигатель с большим крутящим моментом приводит к дымлению шин». Испытание Cobra 1969 года с двигателем Ram Air 428 CJ показало прохождение 400 метров за 15,07 секунд на скорости 154,08 км/ч (получение более точных данных было затруднено в связи с отсутствием тахометра). Журнал также отметил трудное переключение передач.
Torino GT вступил в 1969 год практически без изменений. Двигатель остался стандартный 2V, была незначительно изменена решётка радиатора. Torino GT продолжал оставался люксовой версией.
Ford выпустил специальный высокопроизводительный автомобиль Torino Talladega.
В 1969 году производство Ford Torino несколько уменьшилось и составило 129,054 экземпляров. Производство модели Fairlane составило 366,911 автомобилей, GT — 81,822. Ford не предоставил данные по производству Cobra, поэтому точное количество произведённых машин неизвестно.

### 1970—1971: The Torino Take Over

#### 1970
В 1970 году Torino стал основной моделью и теперь уже Fairlane становится подсерией Torino. Ford решил отойти от «квадратичной» формы кузова, разработав принципиально новый дизайн, получивший название «стиль бутылки Коки». Дизайнер Билл Шенк, работавший над новым кузовом Torino 1970 года, вдохновлялся видом сверхзвуковых самолётов с узкой талией и выпуклыми передним и задним фюзеляжами, необходимым для достижения сверхзвуковых скоростей.
Новый автомобиль отличался более длинной и широкой передней частью. Ветровое стекло стало более наклонённым, а высота крыши чуть уменьшилась. Модели SportsRoof стали больше походить на фастбэк. Радиаторная решётка покрывала всю длину передней панели, на которой устанавливалось четыре фары, а передние и задние бамперы превратились в тонкие хромированные полосы, обтекавшие крылья. Задние фонари имели прямоугольную форму с закруглёнными верхними краями.
Модельный ряд 1970 года состоял из 13 модификаций. Базовой являлась «Fairlane 500» в вариантах 2 и 4-дверный хардтоп и 4-дверный седан и универсал. Следующим шёл «Torino», предлагавшийся в аналогичных вариациях с новым дизайном 1970 года. «Torino Brougham» имел высококлассную отделку и предлагался в виде 2 и 4-дверного хардтопа и 4-дверного универсала, Torino GT — SportsRoof и кабриолет, а Torino Cobra только с кузовом SportsRoof.
В начале 1970 года к этой обширной линейке автомобилей была добавлена новая модификация среднего класса — Ford Falcon. Его производство продолжалось в первой половине 1970 года и было прекращено, так как данная модель не соответствовала новым федеральным стандартам, принятым 1 января 1970 года. Индекс Falcon в то время применялся к скромно отделанным 2 и 4-дверным седанам и 4-дверным универсалам, бывшим даже дешевле, чем Fairlane 500. Falcon имел резиновый пол вместо ковриков и являлся единственной серией с моделью 2-дверный седан. В середине года вводится 2-дверный Torino SportsRoof как дешёвая альтернатива GT. С учётом вышеуказанных модификаций, модельный ряд автомобилей среднего класса Ford имел 17 модификаций.
Новый кузов стал больше по размерам — длина выросла на 127 мм, колёсная база составляла 2,972 мм (2,900 мм для универсалов), колея была расширена для лучшего сцепления с дорогой. Несмотря на это, подвеска осталась неизменной с 1969 года, хотя опционально устанавливались независимая и тяжёлая подвеска. Вес большинства моделей вырос на 45 кг. В 1970 году журнал Motor Trend протестировал Torino Cobra и отметил «независимая подвеска: автомобиль легко проходит резкие повороты».
Линейка двигателей подверглась серьёзным изменениям. С 1969 года по-прежнему ставились 6-цилиндровый 250 CID (стандартный), 302-2V и 351W-2V. Новые двигатели: 302-2V (стандартный для GT и Brougham), 351 Cleveland с 2 или 4-камерными карбюраторами и 429-4V 385 Series V8 (стандарт для Cobra). 351-2В имел две вариации — 351W-2В или 351C-2V. 429-4V имел три вариации: 429 Thunder Jet (стандартный для Cobra) мощностью 360 л/с (270 кВт), 429 CJ (Cobra Jet) мощностью 370 л/с (280 кВт), карбюраторам 700 CFM Rochester Quadrajet и опциональной «Ram Air» и наконец 429 SCJ (Super Cobra Jet) 375 л/с (280 кВт). Опционально также ставился «Drag Pack», представлявший собой 3.91:1 или 4.30:1 ось, блок цилиндров с кованными поршнями, карбюратор 780 CFM Holley и охладитель масла в двигателе. Система «Detroit Locker» служила для включения дифференциала на оси 4.30:1, а «Traction-Lock» для его блокировки на оси 3.91:1. Опция «Ram Air» была скорректирована с учётом новой конструкции капота. Стандартной являлась 3-ступенчатая механическая коробка передач (кроме Cobra), также устанавливались Cruise-O-Matic и 4-ступенчатая автоматическая коробка передач.
Интерьер Torino в 1970 году был обновлён. Прежде всего, это касается новой приборной панели с ленточным спидометром и тахометром для моделей с двигателем V8. Все 2-дверные модели могли оснащаться ковшеобразными спортивными сиденьями. На 2-дверных автомобилях со складной жёсткой крышей, SportsRoof и кабриолетах устанавливалась система вентиляции «DirectAire», в связи с чем отпадала надобность в боковых поворотных окошках. На 2-дверных седанах и 4-дверных автомобилях боковые форточки всё ещё остаются, но существует возможность установки «DirectAire».
Модель Torino Brougham в стандартной комплектации имела дополнительную наружную и внутреннюю отделку, улучшенную обивку, иные колёсные колпаки, дополнительную звукоизоляцию и фары «Hideaway». Они представляли собой фары, скрытые специальными флипами позади радиаторной решётки. При включение света флипы сдвигались вакуумным приводом. Motor Trend писал: «когда вы садитесь в Brougham, ощущение, что вы попадаете в салон LTD или даже Continental, но с намного лучшей управляемостью». Motor Trend также присудил награду 2-дверному Brougham 1970 года за тихий интерьер «заглушаемый только шумом автострады».
Torino GT в стандартной комплектации имел обычный, нефункциональный капот, эмблемы GT (в том числе на решётке радиатора), внешние зеркала с обеих сторон, задние фонари с отражателями в центре, чёрные аппликации сзади (только SportsRoof) и колпаков колёс с отделанными ступицами. Стандартными шинами для GT были E70-14, опоясанные стекловолокном, а для кабриолетов — F70-14. Новыми опциями Torino GT стали боковые «лазерные» отражающие полосы и фары «Hideaway». Проведённые журналом Motor Trend испытания Torino GT SportsRoof с двигателем 429 CJ, автоматической коробкой передач показали набор скорости 97 км/ч за 6 секунд и прохождение 400 м за 14,4 секунд на скорости 161,3 км/ч.
Torino Cobra осталась модификацией без особых излишеств с хорошей производительностью, имевшая более низкий уровень отделки, чем Torino GT. Cobra существовала только с кузовом SportsRoof, стандартно устанавливаемой 4-ступенчатой МКПП, независимой подвеской, плоским капотом и чёрной радиаторной решёткой, широкими 7-дюймовыми шинами F70-14 и эмблемой Cobra. Опционально была возможность установки 15-дюймовых (380 мм) колёс Magnum 500 с шинами F60-15 и спортивный планкой «Sport Slats» для заднего стекла. Оба варианта также предлагались и для GT. Мощный, хотя и более тяжёлый двигатель 1970 года показывал хорошую производительность. Motor Trend протестировал Torino Cobra с двигателем 429 CJ мощностью 370 л/с (280 кВт) и системой «Ram Air», АКПП и задней осью 3.50:1 со следующими результатами: набор скорости 97 км/ч за 6 секунд, прохождение расстояния 400 м за 14,5 на скорости 160 км/ч. Motor Trend также тестировал Cobra с 429 SCJ, 4-ступенчатой МКПП с результатом: набор 97 км/ч за 5,8 секунд, прохождение 400 м за 13,99 секунд на скорости 162,5 км/ч. По результатам испытаний журналов Super Stock и Drag Illustrated Torino Cobra с 429 SCJ (375 л/с) и АКПП прошла 400 м за 13,63 секунд на скорости 170,51 км/ч, но данный результат был достигнут изменением карбюратора (увеличением форсунок и мощности клапана). Super Stock и Drag Illustrated также провели испытание Torino с установленными сликами, показавшее разгон до 172,14 км/ч за 13,39 секунд.
Универсалы в 1970 году предлагались в трёх модификациях — Fairlane 500, Torino и Torino Squire. В середине 1970 года также выпускался базовый универсал Falcon. Универсалы имели более квадратичную форму, чем седаны и купе из-за использования дверей образца 1968—1969 годов. Torino Squire являлся люксовой версией универсала с деревянной отделкой, «скрытыми» фарами и улучшенной отделкой салона, походившей на Torino Brougham. Squire имел стандартный двигатель V8-двигатель 302-2В, передние дисковые тормоза с усилителем. На других универсалах ставились барабанные тормоза на все колёса и 6-цилиндровый двигатель 250 CID. Все универсалы оснащались «Magic Doorgate», опционально — электростеклоподъёмником окна задней двери, дополнительным сидением в кузове и багажником на крыше. Ford также предлагал буксировочный комплект, позволяющий Torino иметь II класс буксировки (1 588 кг), включавший в себя тяжёлую подвеску, мощный аккумулятор и генератор переменного тока, дополнительное охлаждение и усилитель передних дисковых тормозов. Прочие опции: двигатели объёмом 5,8 или 7,0 л, гидроусилитель руля и автоматическая трансмиссия Cruise-O-Matic.
1970 год оказался очень успешным для Torino. Автомобиль был очень хорошо принят автомобильной прессой. По версии журнала Motor Trend Torino стал автомобилем года. Motor Trend также отзывался о Torino: «не просто в автомобиль в старом смысле, но уникальный модельный ряд — от самых роскошных до рабочих машин». Ford выпустил 230,411 машин в 1970 году, вместе с 110,029 Fairlane и 67,053 Falcon, общий объём производства составил 407 493 единиц.

#### 1971
В 1971 году Ford производит изменение своего модельного ряда — упраздняются названия Fairlane и Falcon. Новая линейка Torino теперь состояла из 14 моделей. Базовой моделью был Torino в вариациях 2-дверный хардтоп, 4-дверный седан и универсал. Следующим шёл Torino 500, доступный в качестве 2-дверного хардтопа и SportsRoof, 4-дверного седана и универсала. На вершине находился Torino Brougham в разновидностях 2и 4-дверный хардтоп, а Torino Squire являлся люксовой версией Brougham с кузовом универсал. Torino GT предлагалась с кузовами SportsRoof и кабриолет, а Torino Cobra — только SportsRoof.
Внешние изменения в 1971 году были незначительны и в основном коснулись иного оформления радиаторной решётки за исключением Cobra, продолжавшей использовать решётки 1970 года. На Torino 500, Brougham, универсал Squire и GT могли также ставиться «скрытые» фары Hideaway.
Линейка двигателей осталась идентична 1970 году. На большинство моделей ставился базовый 6-цилиндровый мотор 250 CID. Brougham, Squire and GT имели стандартный 302-2V двигатель, а Cobra 351-4V. Все двигатели, кроме серии 429, имели более низкую степень сжатия, что привело к снижению мощности, обусловленную высокими ценами на страховку muscle car и озабоченностью ограничения выхлопов. Прочие производители последовали их примеру, в частности, главный конкурент Torino — Chevrolet Chevelle. Комплект «Ram Air» мог ставиться на моторы 351-4V, 429 CJ, и 429 SCJ.
Torino Brougham была люксовой версией линейки Torino, имевшая тканевую отделку, дополнительную звукоизоляцию. Hideaway больше не являлись стандартом, но устанавливались опционально. Motor Trend протестировал 4-дверный Brougham и писал: «отличная амортизация и отделка». GT оставался спортивной версией Torino, окрашиваемой в два цвета, имевшей хромированную отделку колёс и педалей, задние фонари со светоотражателями на всю ширину задней панели, шинами E70-14 (F70-14 для кабиолетов) и эмблемами «GT».
Torino Cobra оснащалась двигателем 351-4V мощностью 285 л/с (213 кВт), 4-ступенчатой механической коробкой переключения передач, шинами F70-14 с эмблемой «Cobra», независимой подвеской, отделкой ступиц колёс и затемнённой радиаторной решёткой. Опционально могла ставиться светоотражающая «лазерная» полоса на боку автомобиля. Хотя высокая производительность двигателей 429 Cobra Jets была рассчитана на ту же мощность, что и в 1970 году, результаты, проведённые Super Stock и Drag Illustrated оказались разочаровывающими. Ими была протестирована Cobra с мотором 429 CJ 370 л/с (370 кВт). Лучшее время прохождения дистанции 400 м составило 15 секунд на скорости 156 км/ч. В их статье говорилось, что «автомобиль имеет хорошую систему зажигания, лучший впускной коллектор и карбюратор». Журнал Cars также провёл свои испытания Torino Cobra с 429 CJ «Ram Air» мощностью 370 л/с (280 кВт). 400 м было пройдено за 14,5 секунд на скорости 164 км/ч. Это время было получено после проведения «правильной настройки».
В 1971 году производство автомобилей Torino составило 326,463 единиц, что было несколько ниже, чем в прошлом году. 1,613 GT и 3,054 Cobra было произведено в 1971 году.

### 1972—1976: Gran Torino

#### 1972
В 1972 году Torino подвергся значительному рестайлингу с использованием множества характеристик предыдущего поколения. Torino образца 1972 года подчёркивал длинный капот и короткую заднюю часть, имея ещё более выраженный «стиль бутылки Коки». Наиболее радикальным внешним изменениям подверглась радиаторная решётка, ставшая овальной формы на Gran Torino. Журналист Том МакКэхилл писал, что «решётки в овальной форме напоминают зубы касатки Наму», но в то же время отметил в Torino «приятный, деловой стиль». Gran Torino имел хромированное обрамление фар, новый капот и бампер. Лобовое стекло имело изгиб 60°. Стойки и крыша стали тоньше, хотя структурная целостность осталась такой же, как и у модели 1970 года. На задней панели по всей её ширине протянулась линия бампера со встроенными тонкими прямоугольными фонарями. Вентиляционные форточки исчезли со всех моделей, так как все Torino стали оснащаться «DirectAire» в стандартной комплектации. В 1972 году были также включены некоторые новшества касательно последних требований безопасности.
Количество модификаций сократилось с 14 в 1971 году до 9 в 1972. Производство кабриолетов было прекращено, а 4-дверные седаны и хардтопы были заменены на 4-дверный «pillared hardtop». Этим термином обозначались седаны с безрамными дверными стёклами. Остальные типы кузова остались, в том числе фастбэк «SportsRoof». «Torino» оставался базовой версией, «Torino 500» переименован в «Gran Torino». «Torino Brougham» сокращён до комплектации «Gran Torino». «Torino GT» получил индекс «Gran Torino Sport». Torino и Gran Torino выпускались в виде 2-дверного хардтопа и вышеупомянутого 4-дверного седана, Gran Torino Sport — в виде 2-дверного хардтопа и «SportsRoof». Универсал имел вариации Torino, Gran Torino и Gran Torino Squire. Производство Cobra было прекращено в связи с переориентацией в сторону роскоши и уменьшения производительности двигателей.
Главным изменением в конструкции Torino стала отдельная установка кузова на автомобильное шасси. Новое шасси охватывало кузов по периметру таким образом, чтобы обеспечить более тихую езду и уменьшение вибрации. Передняя подвеска использовала компьютерную систему, стабилизировавшую пружины на стойках, аналогичную таковой на Ford LTD. На задней оси устанавливалась подвеска «Stabul». Подвеска и шасси увеличили ширину колеи на 51 мм, чем на моделях 1971 года. Motor Trend писал: «отличная дорожная изоляция» после испытаний Gran Torino Brougham 1972 года. Ford предлагал два варианта подвески — тяжёлую и независимую. Впервые устанавливались стабилизаторы поперечной устойчивости задней подвески. Передние дисковые тормоза вошли в стандартную комплектацию, в отличие от других американских автомобилей подобного класса (за исключением Mercury Montego). Усилитель рулевого управления также стал неотъемлемой частью автомобиля. На все Torino устанавливались 14-дюймовые колёса, в то время 15-дюймовые предназначались для полиции.
Другим значительным изменением было введение двух отдельных колёсных баз для 2 и 4-дверных моделей. Начиная с 1968 года GM использовал меньшую колёсную базу для 2-дверных машин и бо́льшую для 4-дверных. Это сделало более удобной конвертацию 2-дверных автомобилей в 4-дверные при разработке. Chrysler также последовал примеру GM в 1971 году. Колёсная база 2-дверных автомобилей в 1972 году составляла 2896 мм, 4-дверных, а также фургонов и Ranchero — 2997 мм. Как прочие автомобили GM среднего класса, 2-х и 4-дверные Torino имеют многие общие комплектующие. Увеличился вес и размер машин — на 127 мм 4-дверных и 25 мм 2-дверных.
Базовым двигателем был 6-цилиндровый мотор объёмом 4,1 л, за исключением Cobra и Gran Torino Sport, на которые ставился 302-2V двигатель V8. Прочие доступные двигатели: 302-2V, 351-2V «Windsor» и «Cleveland», 351C-4V «Cobra Jet» (CJ), 400-2V и 429-4V. 400-2В стал новым двигателем в семействе двигателей серии 335. 429-4V уже не был самым мощным двигателем Cobra Jets, как ранее. Новые двигатели разрабатывались с учётом снижения вредных выбросов. Все модели оснащались трёхступенчатой механической коробкой передач в качестве стандартного оборудования. Cruise-O-Matic остался обязательной опцией для 351-2В, 400-2В и 429-4V. 351-4V CJ использовал либо 4-ступенчатую МКПП, либо Cruise-O-Matic.
Двигатель 351-4V CJ уже не имел производительности, как у «суперкаров» Torino со старыми 429 Cobra Jet. 351-4V CJ был предложен в 1972 году и имел специальный впускной коллектор, усовершенствованный распределительный вал, специальные пружины клапанов и заслонок, карбюратор 750 CFM Motorcraft, двойной выхлоп. 351 CJ — единственный двигатель, к которому прилагались 4-ступенчатая коробка передач и двойной выхлоп. Система «Ram Air» могла быть установлена на моторы 351 CJ и 429. Результаты тестирования Gran Torino Sport SportsRoof, проведённые журналом Car and Driver, показали разгон до 97 км/ч за 6,8 секунд. Согласно тесту журнала Cars, Gran Torino Sport SportsRoof прошла 400 метров за 15,40 секунд.
Интерьер был обновлён, на автомобили устанавливалась новая пластиковая приборная панель. Стандартная комбинация приборов представляла собой пять одинаковых по размеру круглых датчиков — спидометр, указатель уровня топлива, указатель температуры, контрольные лампы. Слева находилось отверстие для системы вентиляции «DirectAire». Опционально могли устанавливаться часы. Комплектация «Instrumentation Group», устанавливаемая на модели V8, состояла из двух круглых датчиков — спидометра с одометром и тахометра. Амперметр, датчики уровня топлива и температуры, контрольные лампы располагались в центре приборной панели. Новые сидения были неразделёнными и многоместными с интегрированными подголовниками спереди и сзади. Как и на предыдущих модификациях, предлагалась обивка «comfort weave».
Gran Torino Sport имел модификации 2-дверный хардтоп и SportsRoof. Все модели Sport в обязательном порядке оснащались системой «Ram Air». Sport имел окрашенные в цвет кузова боковые спортивные зеркала, литые дверные панели (уникальные для Sport), молдинги на колёсных арках, 14-дюймовые шины F70 (E70 на хардтопах). «Лазерная» полоса оставалась доступной опцией, имела на выбор четыре цвета и теперь располагалась по всей длине автомобиля. Для водителей «Rallye Equipment Group» Gran Torino Sport оснащались приборной панелью «Instrumentation Group», независимой подвеской, 4-дюймовыми шинами G70, рычагом Hurst для 4-ступенчатой коробки передач и двигателями 351CJ-4В либо 429-4V. Новая подвеска хорошо оценивалась Томом МакКэхилом из Mechanix illustrated и журналами Motor Trend и Car and Driver как менее жёсткая и обеспечивавшая лучшее управление.
Универсалы Torino в 1972 году увеличились в размерах — длина на 51 мм (на Torino) и на 152 мм (на Gran Torino). Размер колёсной базы увеличился на 76 мм; также значительно повысилась масса авто. В кузове универсалы могли провозить грузы объёмом 4x8'. На универсалы устанавливались двигатели рабочим объёмом 2,364 л. В кузове устанавливался дополнительный третий ряд сидений, обращённый назад, таким образом, число пассажиров увеличивалось от 6 до 8 человек. Все универсалы имели систему «Magic Doorgate» и усиленную раму в стандартной комплектации. Модели Squire имели стандартную багажную полку и наружные слегка прозрачные боковые панели «под дерево». Универсалы Torino опционально могли оснащаться дополнительным буксировочным комплектом, включавшем в себя тяжёлую подвеску, усиленную раму, радиатор и аккумулятор, а также заднюю ось 3.25:1, позволявший буксировать до 2700 кг при наличии двигателя 400-2V или более мощного. Комплект для буксировки лёгких прицепов был способен буксировать 1600 кг, но не имел усиленную раму, ось 3.25:1 и устанавливался на двигатели 351-2V и выше.
В целом, в 1972 году Torino был очень успешным и любимым у покупателей автомобилем. В общей сложности выпущено 496,645 машин, что сделало Torino самой продаваемой машиной 1972 года. Хотя в модельном ряду отсутствовала Cobra, новая машина оказалась более безопасной, комфортной, тихой, лучше управляемой, чем раньше. Автомобильная пресса хорошо оценивала новый Torino 1972 года. Кроме того, Consumer Guide присвоил машине звание «Best Buy» (Лучшая покупка).
Именно Ford Gran Torino Sport 1972 года использовался для съёмок фильма «Гран Торино» с Клинтом Иствудом в главной роли.

#### 1973
В 1973 году Torino подвергся незначительным внешним изменениям, коснувшихся, в основном, передней части. Устанавливались новые энергопоглощающие бампера, увеличившие длину автомобиля. Вес увеличился, по крайней мере, на 45 кг. В отличие от моделей 1972 года, новые машины получили прямоугольную радиаторную решётку. Передние фары (по две с каждой стороны) располагались горизонтально, а указатели поворота переместились на передние крылья. Все модели теперь имеют одинаковые капоты. Задний бампер остался практически без изменений, к нему лишь была добавлена защитная полоса.
Число моделей в 1973 году возросло с 9 до 11. На вершине линейки находился «Gran Torino Brougham», предлагавшийся с кузовами 2-дверный хардтоп и 4-дверный седан. Остальные модели остались неизменными. Новые сидения с подголовниками и более низкими спинками позволили увеличить задний обзор. Для двухдверных моделей могли ставиться спортивные «ковшеобразные» сидения. В качестве опции устанавливались радиальные шины с более длительным сроком службы и лучшим сцеплением. Стандартным двигателем оставался рядный 6-цилиндровый 250 CID, для спортивных машин и универсалов — 302-2V. Выбор двигателей остался прежним, но степень сжатия понизилась до 8.0:1 и аккумуляторы стали менее мощными. 351 CJ оставался самым мощным двигателем, но его мощность снизилась из-за увеличения веса. Полицейские Torino имели новый мотор 460-4V и пакет «Interceptor». В связи с увеличением веса все автомобили получили большие задние барабанные тормоза (279 мм).
Gran Torino Sport имел уникальную эмблему на решётке радиатора и крышке багажника. «Лазерные» боковые полосы устанавливались, но несколько изменили свою форму. Опция «Ram Air» была отменена, Sport более не имел удлинённый капот. Помимо указанных изменений, Gran Torino Sport ничем не отличался от модели 1972 года и выпускался с кузовами 2-дверный хардтоп и «SportsRoof». Журнал Car and Driver так отзывался о нём: «тихо, как в Jaguar, плавно, как в Continental… несмотря на использование независимой подвески». Их тест Gran Torino Sport с двигателем 351 CJ показал разгон до 97 км/ч за 7,7 секунд, прохождение 400 м за 16 секунд со средней скоростью 141,8 км/ч. Разгон оказался медленнее на 0,9 секунд, что объясняется различием передаточных чисел, типом трансмиссии и увеличением веса. Вес Sport 1973 года составлял 1954 кг, в то время, как в 1972 году — 1799 кг; таким образом, увеличение веса составило почти 155 кг. Производительность не была на уровне «Super Car», но оставалась достаточно респектабельной. Для сравнения, тест Motor Trend 2-дверного Torino с двигателем 351-4V и Cruise-O-Matic показал разгон до 97 км/ч за 8,7 секунд, прохождение 400 м за 16,5 секунд на скорости 138 км/ч. Однако высокая степень сжатия двигателя 1970 года требовала качественного топлива, а двигатель 1973 года мог работать с низким октановым числом.
Gran Torino Brougham являлся люксовой версией, имевшей нейлоновую и виниловую отделку салона, переднее сидение со складывающимся подлокотником, приборную панель, отделанную под дерево, роскошный руль, электронные часы, отделку педалей и двойной звуковой сигнал. Squire являлся модификацией Brougham с кузовом универсал.
В 1973 году было продано 496 581 Torino. Пресса и покупатели хорошего мнения о машине, несмотря на возросшую конкуренцию со стороны GM с её серией «Colonnade». Torino превзошёл своего конкурента, Chevrolet Chevelle, более чем на 168 тыс. экземпляров.

#### 1974
В 1974 году Torino подверглись очередным изменениям. В соответствии с новыми государственными стандартами, автомобили получили новые задние фонари и крупные задние бамперы квадратной формы, располагавшиеся чуть ниже кузова. Люк топливного бака переместился в положение над бампером. Передняя часть моделей Gran Torino была также пересмотрена — новый передний бампер, увеличенная решётка радиатора, разделённая на 8 равных секций. Gran Torino Brougham получили широкий красный светоотражатель на задней панели. Brougham и Squire имели особенный орнамент и эмблемы на радиаторной решётке.
В 1974 году было добавлено несколько новых опций. 2-дверные Gran Torino получают окна «opera windows», в то время, как Brougham имеет их в стандартной комплектации. Torino всё больше ориентируется на роскошь — кожаный руль, передние раздельные сидения, люк с электроприводом. C 1974 года на Torino в обязательном порядке устанавливаются ремни безопасности. Независимая подвеска более не предлагается; вместо неё (кроме модели Elite) устанавливается тяжёлая подвеска с усиленными передними и задними пружинами. 2 и 4-дверные модели (кроме универсалов) имели задний поперечный стабилизатор.
Модель Gran Torino Sport лишается версии с кузовом фастбэк «Sportsroof». Вместо неё вводится Gran Torino Elite, разработанный Ford в ответ на популярный Chevrolet Monte Carlo. Elite создавалась для тех, кто не мог позволить себе Thunderbird и была в том же ценовом диапазоне, что и Monte Carlo. Elite преподносилась, как совершенно новый комфортабельный, экономичный 2-дверный хардтоп. Она имела ряд особенностей, таких как использование листового металла для передней части автомобиля, двигатель 351-2V V8, автоматическую коробку передач и радиальные шины, а также в качестве стандартных опций — виниловую крышу, «opera windows», раздельные передние сидения, обивку «Westminster», отделку под дерево.
Torino становятся ещё более длинными и тяжёлыми. 6-цилиндровый двигатель 250 CID перестаёт быть базовым, однако упоминается в журналах Chilton и Motor, в частности, машина с 6-цилиндровым двигателем снималась в фильме «Старски и Хатч» в 2004 году. Новым базовым мотором становится 302-2V с 3-ступенчатой МКПП. Двигатели V8 в обязательном порядке оснащались Cruise-O-Matic. Мотор 429-4V был заменён на 460-4V с большим крутящим моментом, мощностью и двойным выхлопом. 460-4V прилагались только с АКПП. Остальные двигатели также увеличили мощность. 351 CJ стал единственным двигателем с 4-ступенчатой МКПП и устанавливался только на 2-дверные модели; его производство прекратилось после 1974 года.
Gran Torino Sport, лишившийся фастбэка «Sportsroof», теперь с трудом отличался от 2-дверных хардтопов Torino. Sport имел уникальные эмблемы на радиаторной решётке и задних стоках. Вместо «лазерных» боковых полос могли ставиться антибликовые полосы. Дверные панели отделаны винилом, как и прочие Torino. Стандартными становятся радиальные шины серии 78 (в 1973 году — серии 70). «Ковшеобразные» сидения теперь стали более низкими с отдельными подголовниками. За дополнительную плату дверные панели и сидения могли быть с цветными полосами. Колёса «Magnum 500» получили вместо хромированной полированную отделку со спицами, окрашенными в серебряный цвет. Производительность Gran Torino Sport ещё больше упала, в связи с увеличением массы почти на 180 кг, по сравнению с 1972 годом.
Torino продолжает быть успешным автомобилем: в 1974 году выпущено 426 086 экземпляров, в том числе 96604 Gran Torino Elite.

#### 1975
В 1975 году модельный ряд Ford Torino подвергся незначительным улучшением. Начиная с этого года, Gran Torino Elite перестаёт быть частью серии Torino и с этого момента продаётся под торговой маркой Ford Elite. Все Torino получают новую систему зажигания, улучшившую производительность и экономию топлива при одновременном снижении затрат на обслуживание. В стандартную комплектацию отныне входят радиальные шины, гидроусилитель руля, усилитель тормозов, а также рулевое колесо нового дизайна и вакуумметр «Fuel Sentry».
Изменений в экстерьере практически не было, за исключением того, что все Torino получили переднюю часть и решётку радиатора от Gran Torino. Масса автомобиля продолжала расти, несмотря на неизменность габаритов автомобиля.
Федеральный «Акт о чистом воздухе» способствовал оснащению всех машин Ford каталитическими нейтрализаторами для соответствия новым стандартам. Однако производительность ещё более снижается из-за увеличения давления на выпуске, поэтому Ford модифицировал стандартные моторы 351-2V, устанавливая их на трансмиссию Cruise-O-Matic. Механическая коробка передач была отменена. У всех двигателей, кроме 460, падает производительность вследствие увеличивающегося веса. На выбор предлагались двигатели 400-2V и 460-4V; 351-4V отменён.
В линейку моторов добавлен 351M (модифицированный), продолжавший использоваться вместе с 351W и 351-2V. 351M имели головку блоков, шатуны и впускной коллектор от двигателя 400, что сокращало затраты на их производство. 351M и 351W не имели заметной разницы в производительности, но первый не использовался в Калифорнии из-за несоответствия стандартам.
Gran Torino Sport остался неизменным с 1974 года. Он по-прежнему не сильно отличался от обычных Gran Torino, поэтому покупатели стали утрачивать к нему интерес; только 5126
Gran Torino Sport выпущено в 1975 году.
Продажи Torino в 1975 году значительно упали в сравнении с прошлым годом. Поскольку Elite стала отдельной моделью, Torino потерял большую часть своих покупателей. Но даже если прибавить к 195110 Torino 1975 года 123372 Elite, их общее число будет намного меньше показателя 1974 года. Продажи падали также из-за увеличения интереса к экономичным, малолитражным машинам. В это время Ford выпускает модель Granada, позиционирующуюся, как «автомобиль малого класса», хотя она имела размеры, близкие к Ford Torino 1960-х годов.

#### 1976
В 1976 году прекращено производство Gran Torino Sport. Модельный ряд сокращается до 9 моделей: 2 и 4-дверных Torino, Gran Torino, Gran Torino Brougham и трёх универсалов. 2-дверные Gran Torino можно было заказать с «ковшеобразными» сидениями и спортивной консолью. Кроме того, доступны «opera windows» и крыши ландо для всех 2-дверных машин. Было ещё несколько незначительных изменений, внесённых в 1976 году.
Выбор двигателей остался неизменным с прошлого года, однако улучшилась их экономичность путём опережения зажигания и установки клапанов EGR. Двигатели 351-2V и 400-2V имели больший крутящий момент и мощность, в то время, как у 460-4V мощность понизилась. Попыткой улучшить экономичность была установка задней оси 2.75:1.
Gran Torino 1975—1976 годов снимались в телесериале «Старски и Хатч» производства Goldberg Productions TV. Ford передал в аренду ярко-красный 2-дверный Gran Torino с белой полосой сбоку для съёмок пилотного эпизода. Сериал стал очень популярным у зрителей и Ford решил выпустить серию машин, аналогичных используемым в сериале. В 1976 году выпущено 1000 таких автомобилей на заводе Ford в Чикаго. По сути, эта специальная серия отличалась лишь окраской, бампером и спортивными зеркалами и колёсами «Magnum 500». Двигатели — стандартные для Torino.
В 1976 году выпущено 193096 Torino, что несколько ниже показателя 1975 года, после чего производство было прекращено. Torino был заменён на Ford LTD II, который являлся его рестайлинговой версией. Шасси Torino использовалось в автомобилях Ford LTD II, Mercury Cougar, Ford Ranchero и Ford Thunderbird с 1977 по 1979 год.

## Torino в гонках NASCAR
В 1968—1969 годах Ford Torino с кузовом фастбэк доминировали на высокоскоростных гонках NASCAR. В 1969 году выпущен Dodge Charger 500 с улучшенной аэродинамикой. В свою очередь, Ford добавил модификацию Torino с высокими эксплуатационным качествами, получившую название Torino Talladega и созданную специально для NASCAR.
Torino Talladega имел уникальную расширенную переднюю часть, увеличившую длину автомобиля на 127 мм. Это позволило уменьшить лобовое сопротивление. Были переработаны радиаторная решётка и задний бампер.
Talladega изготавливались только с кузовом SportsRoof и только в трёх цветах: Wimbledon White, Royal Maroon и Presidential blue. Стандартным двигателем являлся 428 CJ (без Ram Air), C-6 Cruise-O-Matic, ось 3.25:1 с открытым дифференциалом. Салон Talladega изготавливался из тканей и винила, также как и на Fairlane 500 Cobra 1969 года. Эти автомобили не имели особых дополнительных функций и были выпущены в количестве 743 экземпляров.
Talladega имели большой успех на трассах NASCAR. В ответ Dodge и Plymouth выпустили Dodge Charger Daytona 1969 года и Plymouth Superbird 1970 года. Между тем некоторые команды Ford продолжали использовать Torino 1969 года, поскольку новые модели 1970 года оказались медленнее из-за другого аэродинамического дизайна.
Ford выпускает ещё одну партию Torino для NASCAR в 1970 году, получившую индекс Ford Torino King Cobra. Как и Talladega, King Cobra имел переработанный дизайн и немного отличался от обычного Torino 1970 года более плавной формой кузова.
В связи с изменением правил NASCAR, Ford отказывается от проекта King Cobra. Было выпущено всего три машины, никогда не участвовавшие в заездах и не демонстрировавшихся на выставках. Одна из них имела двигатель Boss 429, устанавливаемый на Ford Mustang, вторая — 429 SCJ и третья — 429 CJ.

## Популярность на сегодняшний день
Хотя «muscle car» и популярны сегодня, Torino 1960—1970—х годов не имеет такой популярности среди коллекционеров, как Chevrolet Chevelle или Plymouth Road Runner. Многие коллекционеры отдают предпочтение моделям Mustang, Thunderbird и прочим полноразмерным машинам Ford.
Лишь некоторые Torino имеют ценность — Cobra 1969—1971 годов, Torino Talladega 1969 года, King Cobra 1970 года, Torino GT—кабриолет 1968—1971 годов. Определённую популярность имеют автомобили 1972 года (после выхода фильмов «Гран Торино» и «Форсаж 4»), а также модели 1974—1976 (после выхода «Старски и Хатч»).
Несмотря на это, сегодня Torino является достаточно редким автомобилем — это связано с подверженным коррозии шасси и кузовом, а также другими проблемами долговечности. При эксплуатации в холодном климате ржавчина возникала в первые пять лет эксплуатации. Её усугубляла также плохая окраска кузова, вследствие чего Torino является самым дешёвым полноразмерным американским автомобилем 1970-х годов.